# 成文法
成文法，或成文法律、法章:71、制定法。指由立法機構通過，段落分明的成文法則:71。換而言之，成文法是由各国的立法机关根据宪法的授权，按照一定的立法程序制訂而具有普遍效力的法律条文。成文法例較不成文法條文清楚、考量立法環境、時移世易且經過討論而制定，也可改變普通法及其衡平法所定立的準則，以便更適合環境。

## Act或Law
經國家立法機關通過法案生效的成文法，英美國家稱「Act」，在一般非法律英漢辭典混同「法案」（Bill）釋義。香港沿襲由英屬時期流傳至今的譯法，將用於英聯邦王國的「Act」譯作「法令」，香港自身使用的「Ordinance」則譯作「條例」。中華人民共和國官方將其法律名稱中的「法」字英譯為「Law」。中華民國舉凡法、律、條例、通則等經立法院通過、總統公布之法律皆譯「Act」。

## 參閱
- 不成文憲法
- 法規
- 成文法則
- 習慣法
- 判例法
- 欧陆法系
- 法律體系
- 十二铜表法
- 英国政治
- 民法典
- 大清律例
- 行省 (法国)
- 香港法例
- 逆權侵佔
- 僱傭條例 (香港法例第57章)

## 外部參考
- 宋飞: 制定法、成文法概念的比较研究 （页面存档备份，存于）
- Parliamentary Fact Sheets （页面存档备份，存于） United Kingdom